# Dailly (Schottland)
Dailly, ehemals New Dailly, schottisch-gälisch: Dail Mhaol Chiarain, ist eine Ortschaft in der schottischen Council Area South Ayrshire. Sie liegt im Zentrum der Region rund neun Kilometer nordöstlich von Girvan und 22 Kilometer südlich des Zentrums von Ayr am linken Ufer des Water of Girvan.

## Geschichte
Die Ortschaft wurde in den 1760er Jahren als Plansiedlung unter dem Namen New Dailly nahe der heute als Old Dailly bezeichneten Ortschaft erbaut. Sie war näher an den Kohlebergwerken gelegen und sollte Wohnraum für die dort beschäftigten Arbeiter bieten. In einem nahegelegenen Bergwerk fing 1849 ein Kohleflöz Feuer und schwelte etwa ein halbes Jahrhundert lang. In den 1960er Jahren wurde der Kohlebergbau aufgegeben.
1841 wurden in Dailly 591 Einwohner gezählt. Bis 1881 hatte sich die Zahl auf 696 erhöht. Lebten 1961 noch 1420 Personen in Dailly, so ist die Einwohnerzahl seitdem rückläufig. Bei Zensuserhebung 2011 lebten 895 Personen dauerhaft in Dailly.

## Umgebung
Am gegenüberliegenden Girvanufer befinden sich die Ruinen von Old Dalquharran Castle. Seine früheste Erwähnung findet sich in einer Charta der Crossraguel Abbey aus dem Jahre 1474. Ursprünglich handelte es sich um ein Tower House des Lairds Gilbert Kennedy. In den 1670er Jahren wurde das Gebäude dann umfassend zu einem Schloss erweitert. Zusätzlich wurde in den 1790er Jahren das Herrenhaus Dalquharran Castle eingerichtet, das in dem folgenden Jahrhundert zunehmend genutzt wurde. Old Dalquharran Castle war mindestens bis 1904 bewohnt.
Nordwestlich liegt das Herrenhaus Kilkerran House. Erstmals wurde es 1691 erwähnt und befindet sich möglicherweise am Standort eines älteren Turms namens Barclanachan.

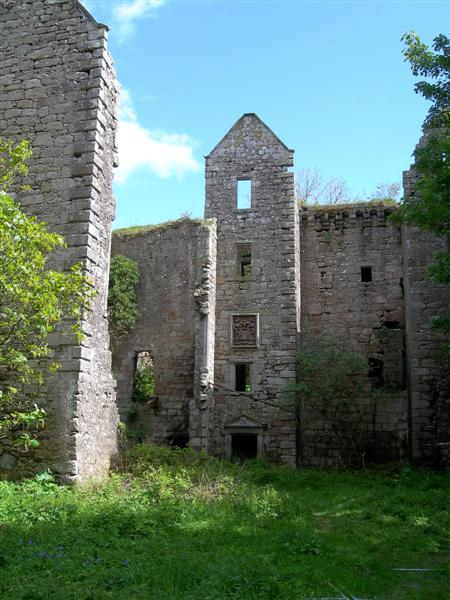
Old Dalquharran Castle
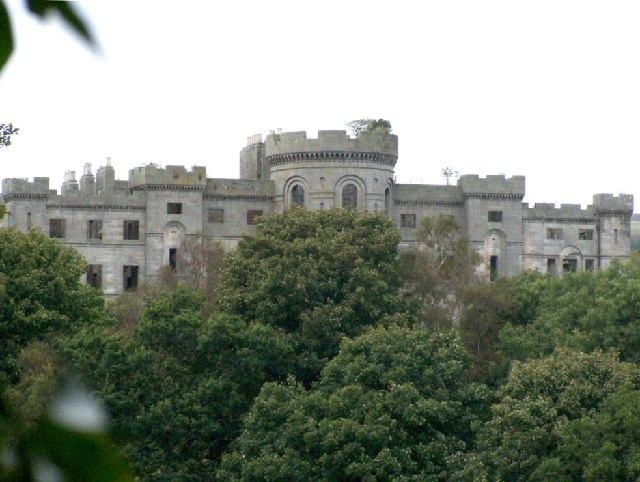
Dalquharran Castle

## Verkehr
Dailly ist an der B741 gelegen. Diese schließt die Ortschaft im Westen an die A77 und im Osten an die A713 an. Im Jahre 1860 erhielt Dailly einen Bahnhof an der neu eingerichteten Bahnstrecke Maybole–Girvan. Dieser wurde 1965 geschlossen. Mit dem Flughafen Glasgow-Prestwick befindet sich ein internationaler Verkehrsflughafen rund 25 km nördlich.

## Persönlichkeiten
- Robby McCrorie (* 1998), Fußballspieler
- Ross McCrorie (* 1998), Fußballspieler
- Tommy Lawrence (* 1940), Fußballtorwart